# Вакуленко Микола Кіндратович
Микола Кіндратович Вакуленко (1925-2001) — радянський діяч. Генерал-майор. Начальник Київської вищої школи КДБ. Почесний співробітник держбезпеки.

## Біографія
Народився у 1925 році в селянській родині в Україні. На початку війни був евакуйований на Урал, працював на оборонному заводі робітником. Після війни працював секретарем Комітету ВЛКСМ і заступником секретаря парткому заводу. Був направлений на службу в органи МДБ. В оперативному та керівний склад працював протягом сорока років. Працював в УМДБ-УКДБ по Свердловській області.
З 1972 по 1976 рр. — очолював Управління контррозвідки КДБ УРСР.  
З січня 1976 по грудень 1982 рр. — начальник УКДБ УРСР по місту Києву і Київській області.
З 1983 по 1988 рр. очолював Київські вищі курси КДБ СРСР.
З 1988 року переїхав до Свердловська (Єкатеринбурга), де був членом Ради ветеранів Управління КДБ- ФСБ по Свердловській області.

## Нагороди та відзнаки
- Почесний співробітник держбезпеки

## Автор праць
- Вакуленко, Николай Кондратьевич. Жизнь Отечества ради: летопись общественной ветеранской организации УКГБ-УФСБ РФ по Свердловской области. Екатеринбург. Литур-2007. — 319 с., л. портр., цв. портр. ил. 21 см. ISBN5-89648-282-5 (В пер.)